# Nhà thờ Chí Hòa

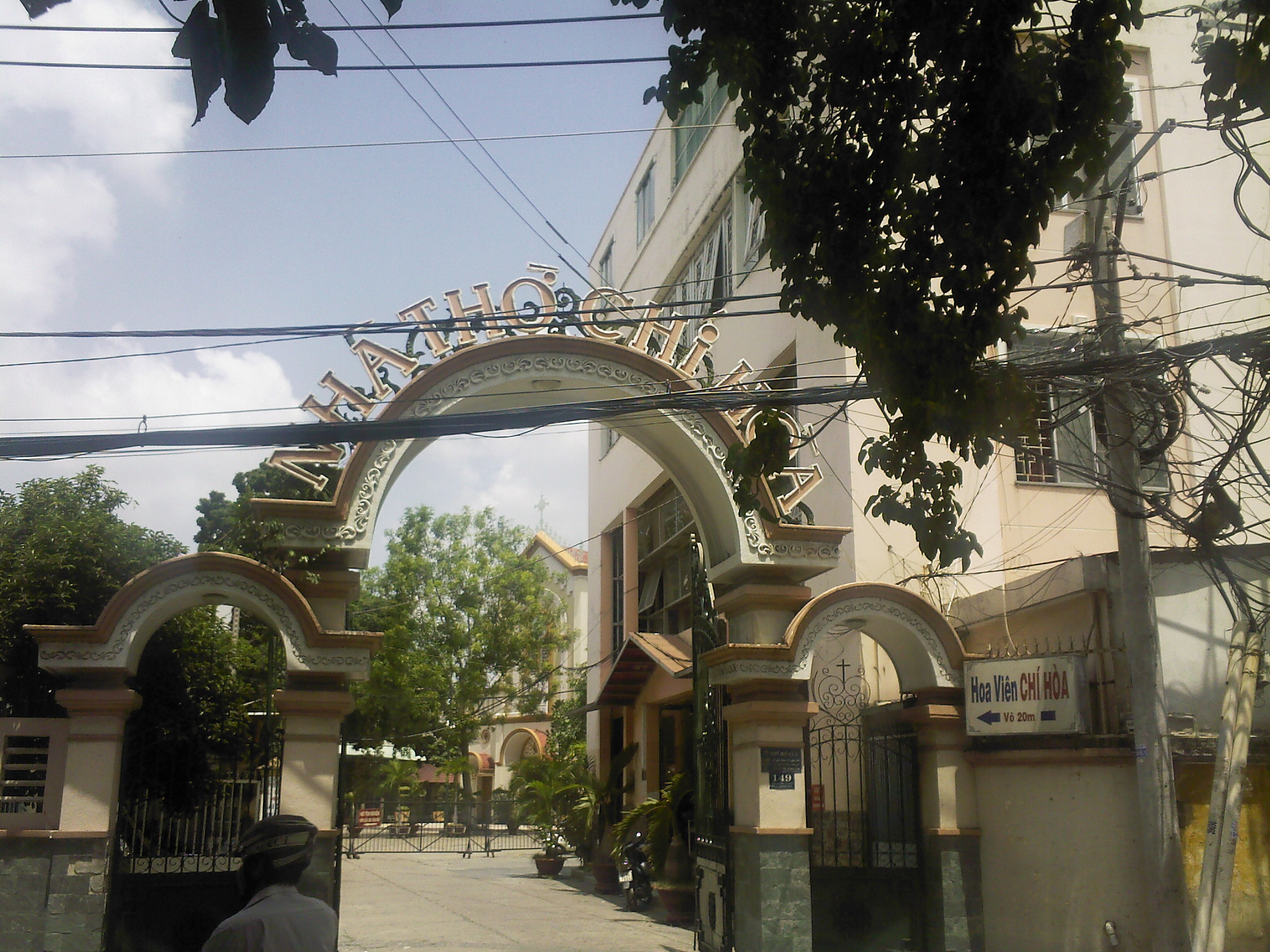
Cổng Nhà thờ Chí Hòa

Nhà thờ Chí Hòa (tên hiệu: Nhà thờ Đức Mẹ Mân Côi) là một nhà thờ Công giáo cổ tại Thành phố Hồ Chí Minh, tọa lạc ở số 149 đường Bành Văn Trân, phường Tân Sơn Nhất. Thời gian gần đây, nhà thờ này nổi tiếng với thánh lễ Lòng Chúa Thương Xót, nghe nói ai đến cầu nguyện đều được Thiên Chúa nhậm lời. Linh mục Chánh sở hiện nay là Clementê Lê Minh Trung.

## Lịch sử
Họ đạo Chí Hòa khởi đầu là họ nhánh của họ đạo Chợ Quán được Giám mục Bá Đa Lộc quy tụ, sau đó là họ nhánh của họ Tân Định, chính thức thành lập ngày 10 tháng 10 năm 1890 với tên Thạnh Hòa.
Nhà thờ đầu tiên cũng là nhà thờ ngày nay do Giám mục Mossard (tên Việt là Mão) cho xây vào năm 1890 và khánh thành ngày 7 tháng 10 năm 1890 trên khu đất do Huyện Sỹ (tức ông Lê Phát Đạt) dâng hiến, khu đất này rộng tới 600 ha. Ban đầu mang tên nhà thờ Thạnh Hoà. 
Năm 1910 đổi tên thành Họ Chí Hòa với 700 giáo dân do linh mục Phaolô Nguyễn Văn Quy phụ trách.